# Pseudacanthicus
Pseudacanthicus Bleeker, 1862 è un genere di pesci d'acqua dolce appartenente alla famiglia dei Loricariidae.

## Tassonomia
Comprende 5 specie:
- Pseudacanthicus fordii Günther, 1868
- Pseudacanthicus histrix Valenciennes, 1840
- Pseudacanthicus leopardus Fowler, 1914
- Pseudacanthicus serratus Valenciennes, 1840
- Pseudacanthicus spinosus Castelnau, 1855